# Placówka Straży Celnej „Judziki”

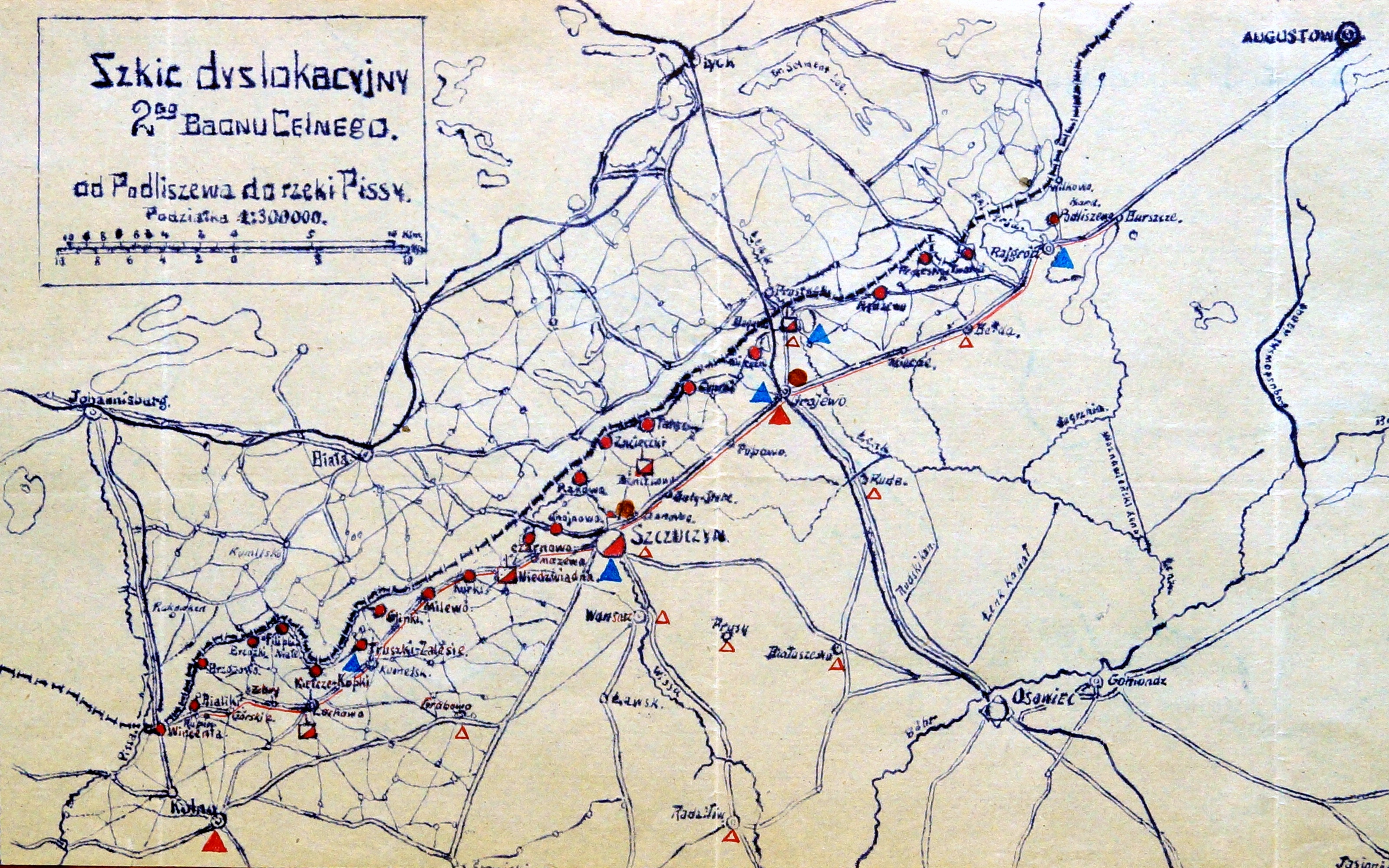
Szkic 2 batalionu celnego w 1921

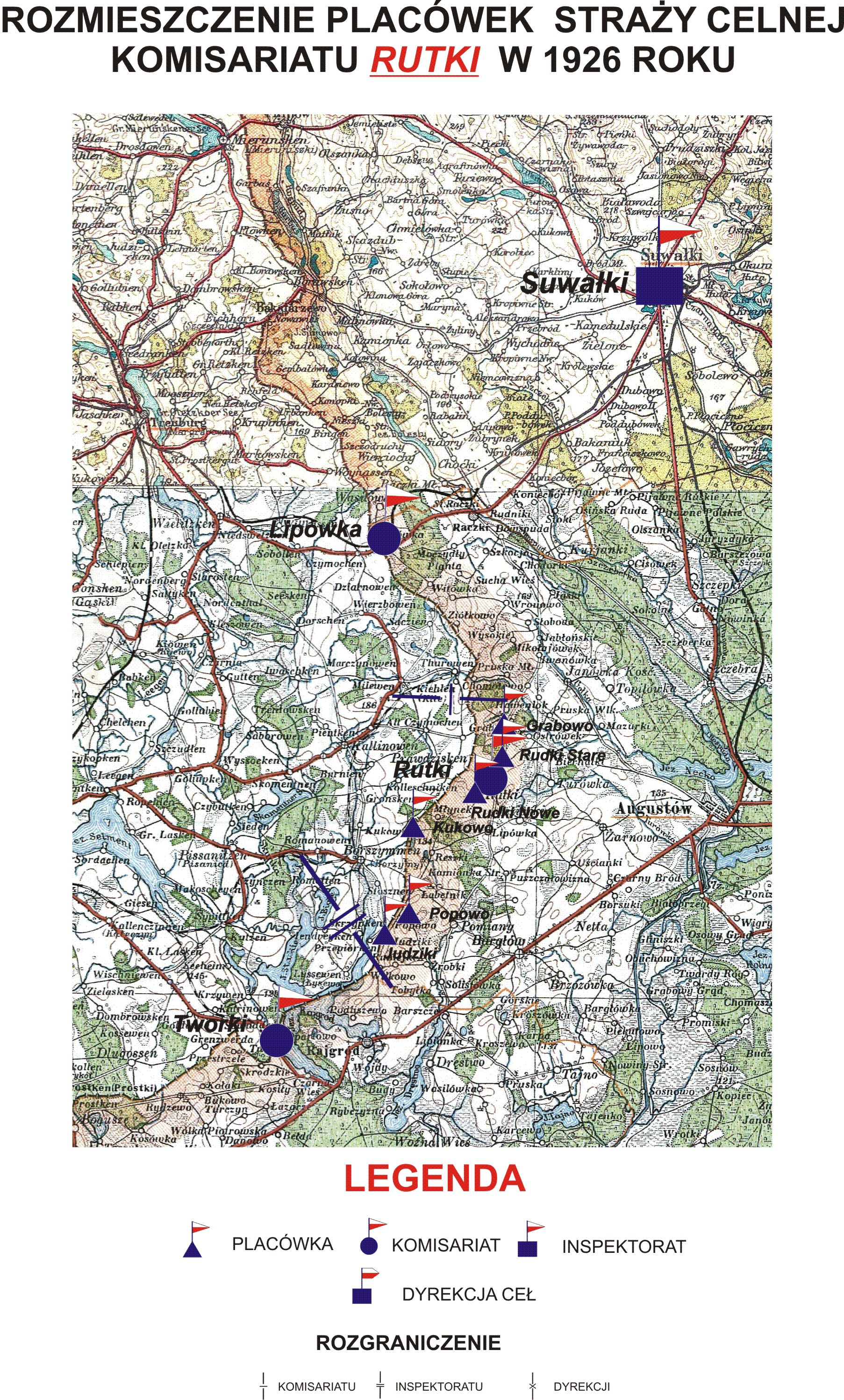
Rozmieszczenie placówek SC komisariatu "Rutki" w 1926

Placówka Straży Celnej „Judziki” – jednostka organizacyjna Straży Celnej pełniąca w okresie międzywojennym służbę ochronną na granicy polsko-niemieckiej.

## Formowanie i zmiany organizacyjne
Na wniosek Ministerstwa Skarbu, uchwałą z 10 marca 1920 roku, powołano do życia Straż Celną. Od połowy 1921 roku jednostki Straży Celnej rozpoczęły przejmowanie odcinków granicy od pododdziałów Batalionów Celnych. W 1921 roku w Raczkach stacjonował sztab 3 kompanii 2 batalionu celnego. Kompania wystawiała między innymi placówkę w Judzikach. Proces tworzenia Straży Celnej trwał do końca 1922 roku. Placówka Straży Celnej „Judziki” weszła w podporządkowanie komisariatu Straży Celnej „Rutki” z Inspektoratu SC „Suwałki”.
W drugiej połowie 1927 roku przystąpiono do gruntownej reorganizacji Straży Celnej. W praktyce skutkowało to rozwiązaniem tej formacji granicznej. Ochronę północnej, zachodniej i południowej granicy państwa przejęła powołana z dniem 2 kwietnia 1928 roku Straż Graniczna.
Rozkazem nr 1 z 12 marca 1928 roku w sprawach organizacji Mazowieckiego Inspektoratu Okręgowego Naczelny Inspektor Straży Celnej gen. bryg. Stefan Pasławski określił strukturę organizacyjną komisariatu SG „Rajgród”. Placówka Straży Granicznej I linii „Judziki” znalazła się w jego strukturze

## Służba graniczna
Sąsiednie placówki
- placówka Straży Celnej „Popowo” ⇔ placówka Straży Celnej „Podliszewo” – 1926[9]

## Kierownicy placówki
- przodownik Włodzimierz Niebudkowski[10]